# Theophrastos
Theophrastus (/ˌθiː.əˈfræstəs/; tiếng Hy Lạp cổ: Θεόφραστος, đã Latinh hoá: Theophrastos, n.đ. 'tiếng nói của thần'; k. 371 – k. 287 TCN) là một triết gia người Hy Lạp cổ đại theo trường phái tiêu dao do Aristoteles khai lập. Sinh ra và lớn lên ở vùng Eresos thuộc Lesbos, ông tới Athena khi còn trẻ và theo học ngôi trường của Platon.
Theophrastos có những mối quan tâm rộng khắp, trải từ sinh học và vật lý tới đạo đức học và siêu hình học. Hai công trình thực vật học còn sót lại của ông, Điều tra thực vật và Bàn về nguồn gốc cây cối, có một tầm ảnh hưởng quan trọng lên khoa học thời Trung cổ. Ngày nay cũng còn các tác phẩm khác lưu lại của ông như "Bàn về các phẩm chất đạo đức", "Bàn về cảm giác", "Bàn về những hòn đá", và các đoạn trong các cuốn "Vật lý học" và "Siêu hình học", tất cả được viết bằng tiếng Hy Lạp. Ông cũng nghiên cứu ngữ pháp và ngôn ngữ, cũng như kế tục công trình của Aristotle về logic. Ông cũng đã xem không gian thuần túy là sự sắp xếp và chuyển động của các vật thể, thời gian như sự tình cờ của chuyển động, và chuyển động là một hậu quả cần thiết của mọi hoạt động. Trong đạo đức học, ông coi hạnh phúc là phụ thuộc vào những ảnh hưởng bên ngoài cũng như đức hạnh, và đã nói câu nổi tiếng rằng "đời sống bị thống trị bởi vận may, chứ không phải đức khôn ngoan".

## Trước tác

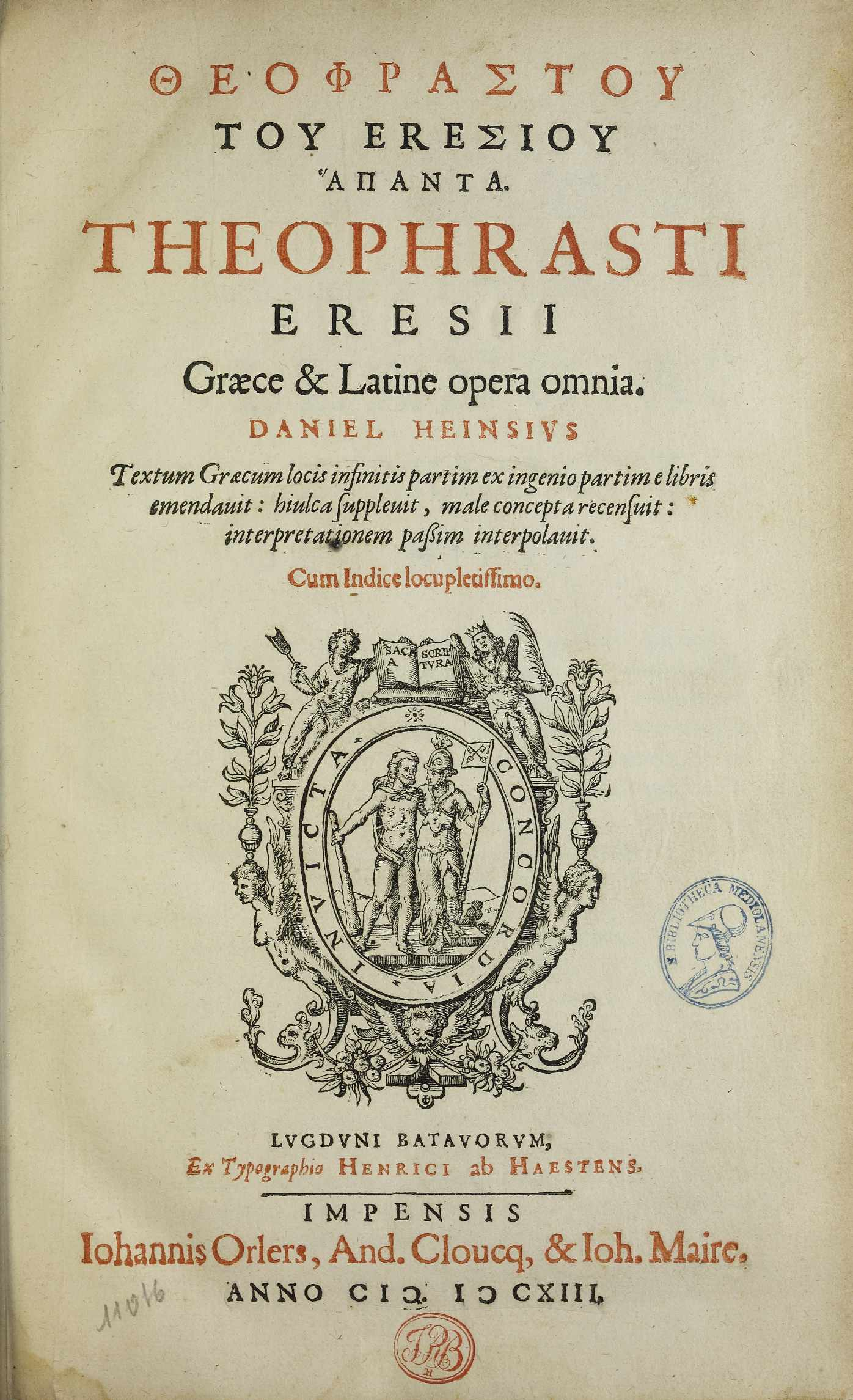
Opera omnia, 1613

- Historia plantarum (bằng tiếng Ý). Venezia. 1549.
- [Opere] (bằng tiếng La-tinh). Leiden: Henrick Lodewijcxsoon van Haestens. 1613.
- Metaphysics (or On First Principles).
  - Translated by M. van Raalte, 1993, Brill.
  - On First Principles. Translated by Dimitri Gutas, 2010, Brill.
- Enquiry into Plants: Books 1-5. Translated by A. F. Hort, 1916. Loeb Classical Library. ISBN 0-674-99077-3 Vol 1 – Vol 2
- Enquiry into Plants: Books 6-9; Treatise on Odours; Concerning Weather Signs. Translated by A. F. Hort, 1926. Loeb Classical Library. ISBN 0-674-99088-9
  - Theophrastus (1916) [4th century BC].  Hort, Arthur (biên tập). Περὶ φυτῶν ἱστορία: (Περὶ ὀσμῶν; De Odoribus) [Enquiry into Plants: Concerning odours]. Loeb Classical Library. II. London and New York: William Heinemann and G.P. Putnam's Sons. tr. 324–489. ISBN 978-0-674-99077-7.(also available here on Penelope)
- Recherches sur les plantes. Translated to French by Suzanne Amigues. Paris, Les Belles Lettres. 1988–2006. 5 tomes. Tome 1, Livres I-II. 1988. LVIII-146 p. Tome II, Livres III-IV. 1989. 306 p. Tome III, Livres V-VI. 1993. 212 p. Tome IV, Livres VII-VIII, 2003. 238 p. Tome V, Livres IX. 2006. LXX-400 p. First edition in French. Identifications are up-to-date, and carefully checked with botanists. Greek names with identifications are on Pl@ntUse.
- De Causis Plantarum. Translated by B. Einarson and G. Link, 1989–1990. Loeb Classical Library. 3 volumes: ISBN 0-674-99519-8, ISBN 0-674-99523-6, ISBN 0-674-99524-4.
- On Characters (bằng tiếng Hy Lạp)
  - Translated by R. C. Jebb, 1870.
  - Translated by J. M. Edmonds, 1929, with parallel text.
  - Translated by J. Rusten, 2003. Loeb Classical Library. ISBN 0-674-99603-8
- On Sweat, On Dizziness and On Fatigue. Translated by W. Fortenbaugh, R. Sharples, M. Sollenberger. Brill 2002. ISBN 90-04-12890-5
- On Weather Signs.
  - Translated by J. G. Wood, G. J. Symons, 1894.
  - Edited by Sider David and Brunschön Carl Wolfram. Brill 2007.
- On Stones Lưu trữ ngày 16 tháng 3 năm 2010 tại Wayback Machine

### Ấn bản hiện đại
- Theophrastus' Characters: An Ancient Take on Bad Behavior by James Romm (author), Pamela Mensch (translator), and André Carrilho (illustrator), Callaway Arts & Entertainment, 2018.

#### Nhà xuất bản Brill
The International Theophrastus Project started by Brill Publishers in 1992.
- 1. Theophrastus of Eresus: Sources for His Life, Writings, Thought and Influence (two volumes), edited by William Fortenbaugh et al., Leiden: Brill, 1992.
  - 1.1. Life, Writings, Various Reports, Logic, Physics, Metaphysics, Theology, Mathematics [Texts 1–264].
  - 1.2. Psychology, Human Physiology, Living Creatures, Botany, Ethics, Religion, Politics, Rhetoric and Poetics, Music, Miscellanea [Texts 265–741].
- ff. 9 volumes are planned; the published volumes are:
  - 1. Theophrastus of Eresus: Sources for His Life, Writings, Thought and Influence — Commentary, Leiden: Brill, 1994
  - 2. Logic [Texts 68–136], by Pamela Huby (2007); with contributions on the Arabic material by Dimitri Gutas.
  - 3.1. Sources on Physics (Texts 137-223), by R. W. Sharples (1998).
  - 4. Psychology (Texts 265-327), by Pamela Huby (1999); with contributions on the Arabic material by Dimitri Gutas.
  - 5. Sources on Biology (Human Physiology, Living Creatures, Botany: Texts 328-435), by R. W. Sharples (1994).
  - 6.1. Sources on Ethics [Texts 436–579B], by William W. Fortenbaugh; with contributions on the Arabic material by Dimitri Gutas (2011).
  - 8. Sources on Rhetoric and Poetics (Texts 666-713), by William W. Fortenbaugh (2005); with contributions on the Arabic material by Dimitri Gutas.
  - 9.1. Sources On Music (Texts 714-726C), by Massimo Raffa (2018).
  - 9.2. Sources on Discoveries and Beginnings, Proverbs et al. (Texts 727-741), by William W. Fortenbaugh (2014).

### Trích dẫn
1. ↑  "History of Logic: Theophrastus of Eresus" trong Encyclopædia Britannica Online.
2. ↑  "Ancient Logic: Forerunners of Modus Ponens and Modus Tollens". Stanford Encyclopedia of Philosophy.
3. ↑  Theophrastus (1916).  Hort AF (transl.) (biên tập). Theophrastus: Enquiry into Plants. 1, Book I-V. New York: Loeb Classical Library/G.P. Putnam's Sons. Đã bỏ qua tham số không rõ |titlelink= (gợi ý |title-link=) (trợ giúp); |ngày truy cập= cần |url= (trợ giúp)